# 鶴姫 (徳川綱吉長女)
鶴姫（つるひめ、延宝5年4月8日（1677年5月9日） - 宝永元年4月12日（1704年5月15日））は、江戸幕府将軍徳川綱吉の長女。生母は小谷正元の娘お伝の方（瑞春院）。紀州藩主・徳川綱教の御簾中。
1681年に紀州藩嫡子の綱教と縁組し、貞享2年1685年に、数え歳9歳で婚姻し赤坂の紀州藩屋敷に輿入れした。しかし、1683年に綱吉の世子であった弟の徳松が死去した後、御三家の一人で将軍の姫を娶った綱教が現将軍の婿という立場にあり、甲府宰相・綱豊（将軍綱吉の兄の子）と共に、次期将軍の有力候補になった。また、綱吉は徳松没後したばかりのため、入輿後も常に鶴姫を江戸城本丸に居させたという。そして、重臣の牧野成貞邸への元禄2年（1689）4月22日・10月22日2回の御成りの際にも、いずれもお伝の方と鶴姫を同伴していた（『徳川実紀』・『常憲院殿御實紀』）。
しかし、鶴姫は疱瘡のため27歳で死去し、さらにその翌年に綱教も死去した。2人に子供はいなかった。
法名は明信院殿澄誉恵鑑光燿大姉。墓所は東京都港区の増上寺。

## 鶴字法度
綱吉は鶴姫を溺愛しそのあまり、「鶴字法度」を、2度出し初回貞享5年2月1日（1688年3月2日）鶴姫12歳。2回目は、元禄2年または3年（1689または1690年）2月1日または3月1日鶴姫14歳か15歳。初回貞享5年禁令では、紋をつけた衣類の着用を禁じていたが、2回目元禄2年または3年禁令では、拡大して、衣類以外にも、全てのものに鶴紋の使用を禁止し、紋の形状も、鶴の丸紋以外の、あらゆる鶴の紋が使用禁止となり、庶民が鶴字・鶴紋を使用することを禁じた。しかし、規制は緩やかで処罰は無かった。京都・北野天満宮の記録は規制は緩やかで、いっぽう奈良・興福寺一乗院の寺務記録では「鶴の字を使うことは厳禁、すでに使用している場合は字を変更せよ」と強い規制だと、受け止め方が違っていたが、各地でも処罰された例は伝わっていない。
これを受け、井原西鶴は雅号を改めて「井原西鵬」（さいほう）と名乗った。京菓子の老舗「鶴屋」は屋号を替えて、徳川家ゆかりの駿河国から取った「駿河屋」とした。
また、元禄2年歌舞伎の中村座は丸に舞鶴を座紋にしていたが、これを角切銀杏に改めている。
また、同年に、市村座は座紋を角切舞鶴を丸に橘と改めた。元は、隅切り角に舞鶴で、これは初代・猿若勘三郎が芝居興行申請時の夢見の鶴を紋とし、脇に芸名白文字で、同家の舞が続くように願う由緒ある座紋だった。座紋は、正面入り口の櫓と、芝居小屋内の大提灯に大きく掲げられその座の目印となるものである。
禁令の解除
正式な禁令の解除は出ていない。宝永元（1704）年鶴姫の死去で 宝永4（1707）年には鶴紋や屋号を改めていた出版業鶴喜江戸店が鶴紋を使用し、宝永6（1709）年綱吉の死去で鶴喜京都本店も「鶴屋」を久しぶりに使用し始めた。正徳3（1713）年正月には鶴喜江戸店も本格的に「鶴屋」を使用し、発令者の綱吉の死去で事実上解除されたとみられる。

## 鶴姫が登場する作品
- 大奥 （1968年・関西テレビ 演：武原英子）
- 男は度胸 （1970年・NHK 演：津川千緒）
- 大奥 （1983年・関西テレビ 演：川上茜）
- 八代将軍吉宗 （1995年・NHK大河ドラマ 演：斉藤由貴）
- 元禄繚乱 （1999年・NHK大河ドラマ 演：伊藤翠）
- 大奥〜華の乱〜 （2005年・フジテレビ 演：梅原真子）
- 徳川風雲録 八代将軍吉宗 （2008年・新春ワイド時代劇テレビ東京 演：高橋由美子）